# 托尔曼-奥本海默-沃尔科夫方程

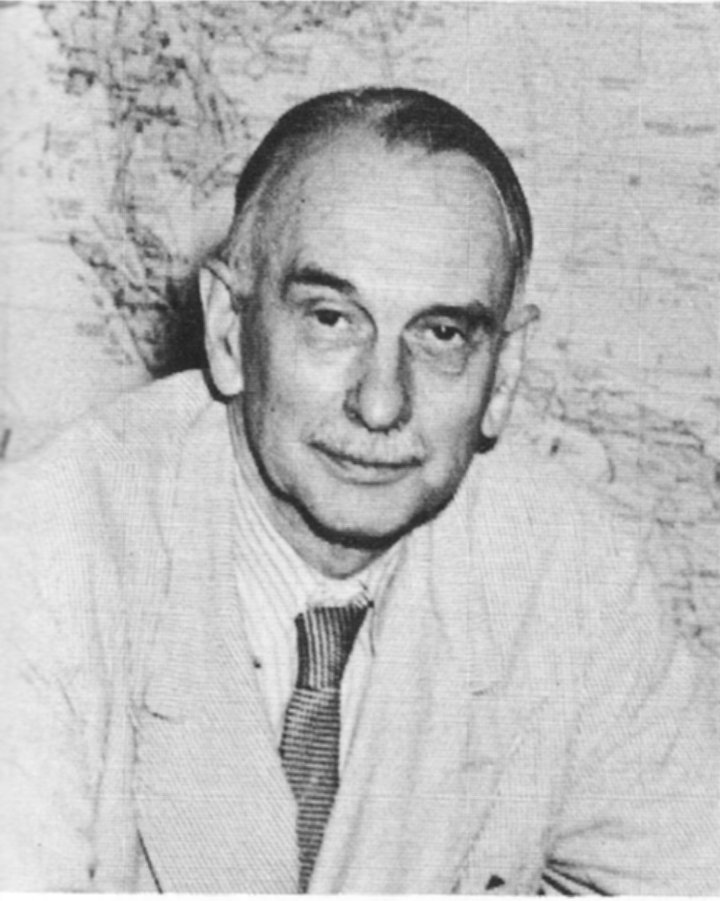
理查德·托尔曼

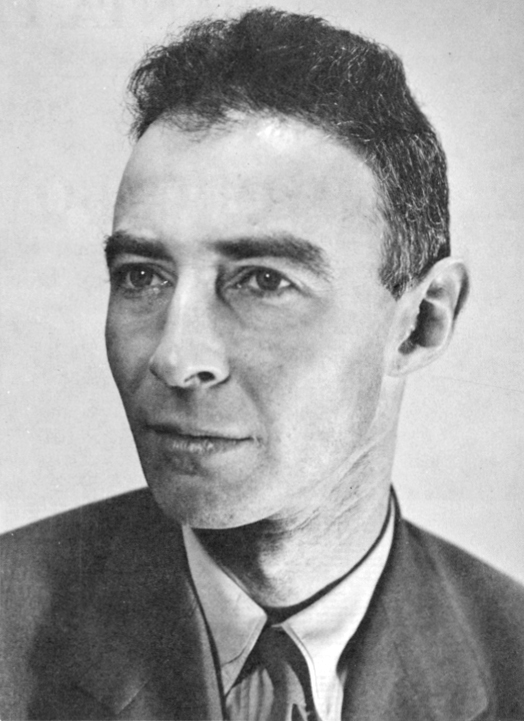
罗伯特·奥本海默

在天体物理学中，托尔曼-奥本海默-沃尔科夫方程（英語：Tolman–Oppenheimer–Volkoff equation）是在广义相对论框架下描述一个处在定态引力平衡状态下的各向同性球对称物体结构的约束方程。它所描述的是恒星在辐射压力和自身引力作用下的相对论性流体静力学平衡。

## 方程形式
方程的形式为
{\displaystyle {\frac {dP(r)}{dr}}=-{\frac {G(\rho (r)+P(r)/c^{2})(M(r)+4\pi P(r)r^{3}/c^{2})}{r^{2}(1-2GM(r)/rc^{2})}}.}
这里{\displaystyle r\,}是径向坐标，而我们用{\displaystyle \rho (r_{0})\,}和{\displaystyle P(r_{0})\,}分别是物质在其半径{\displaystyle r=r_{0}\,}处的密度和压力。{\displaystyle M(r_{0})\,}是在半径{\displaystyle r=r_{0}\,}以内物质的总质量，这是从远处的观察者所观察到的它的引力场的角度而言的（所谓远处，是指那里的度规不受到系统本身的引力场影响）。这个质量满足{\displaystyle M(0)=0\,}，并且有
{\displaystyle {\frac {dM(r)}{dr}}=4\pi \rho (r)r^{2}.}
这个方程的导出来自爱因斯坦引力场方程在一个广义的定态且球对称度规（不一定是史瓦西度规）条件下的解，具体讨论的导出过程可参考这里。这里简单叙述为，对于一个满足托尔曼-奥本海默-沃尔科夫方程的解，度规具有如下形式
{\displaystyle ds^{2}=e^{\nu (r)}c^{2}dt^{2}-(1-2GM(r)/rc^{2})^{-1}dr^{2}-r^{2}(d\theta ^{2}+sin^{2}\theta d\phi ^{2}),}
其中{\displaystyle \nu (r)\,}满足约束条件
{\displaystyle {\frac {d\nu (r)}{dr}}=-{\frac {2}{P(r)+\rho (r)c^{2}}}{\frac {dP(r)}{dr}}.}

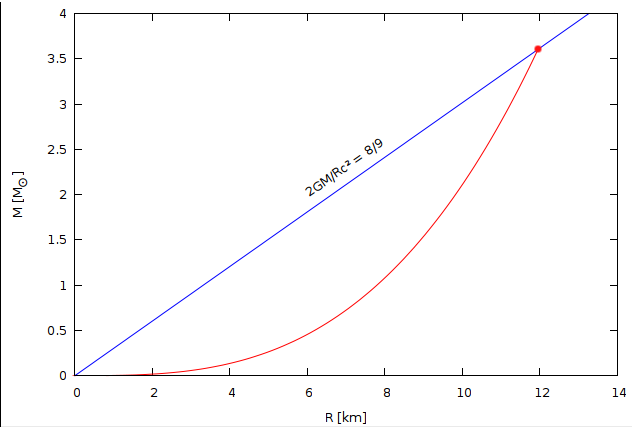
在托尔曼-奥本海默-沃尔科夫方程下求得的中子星质量上限：红色曲线表示的是一个密度为的各向同性球对称中子星质量与其半径的关系，蓝色曲线表示它的质量上限，其中表示的系数4/9的来源请参考这里

当系统的状态方程（EOS，它建立了密度与压力的关系）{\displaystyle F(\rho ,P)=0\,}确定后，托尔曼-奥本海默-沃尔科夫方程能够完全决定这个球对称且各向同性的系统在引力平衡状态下的结构。注意到如果{\displaystyle 1/c^{2}\,}项可忽略，托尔曼-奥本海默-沃尔科夫方程会退化成牛顿力学的流体静力学方程，这是当相对论修正不重要时求解球对称且各向同性的系统在引力平衡状态下的结构所需要的方程。托尔曼-奥本海默-沃尔科夫方程也因此特别叫做恒星的流体静力学平衡方程。
如果这个方程被用来描述一个真空中的束缚星体，在边界上需要应用零压力条件{\displaystyle P(r)=0\,}以及条件{\displaystyle e^{\nu (r)}=1-2GM(r)/rc^{2}\,}。第二个边界条件是因为度规在边界上需要连续，并且对真空中的爱因斯坦方程具有唯一的定态球对称解——史瓦西度规：
{\displaystyle ds^{2}=(1-2GM_{0}/rc^{2})c^{2}dt^{2}-(1-2GM_{0}/rc^{2})^{-1}dr^{2}-r^{2}(d\theta ^{2}+sin^{2}\theta d\phi ^{2})\,}
这里{\displaystyle M_{0}\,}是星体的总质量，这仍然是从远处的观察者所观察到的它的引力场的角度而言的。如果星体的边界处于{\displaystyle r\,}，度规的连续性以及{\displaystyle M(r)\,}的定义都要求
{\displaystyle M_{0}=M(r_{B})=\int _{0}^{r_{B}}4\pi \rho (r)r^{2}\,dr.}
但从另一方面看，如果考虑系统的引力场作用下的度规，将星体的密度在对应的体元下积分，将得到一个更大的质量函数
{\displaystyle M_{1}=\int _{0}^{r_{B}}{\frac {4\pi \rho (r)r^{2}}{\sqrt {1-2GM(r)/rc^{2}}}}\,dr.}
这两个质量的差别为
{\displaystyle \delta M=\int _{0}^{r_{B}}4\pi \rho (r)r^{2}((1-2GM(r)/rc^{2})^{-1/2}-1)\,dr,}
这个值是大于零的，体现了星体因引力作用产生的束缚能量，也就是将星体内部的物质打散后抛到无限远处所要消耗的能量。

## 历史
托尔曼在1934年和1939年间分析了球对称度规而这个方程的形式则是由奥本海默和沃尔科夫借助托尔曼的工作在他们1939年的论文《在巨大的中子核上》中推导出的。在这篇论文中，他们采用了一个中子组成的简并费米气体模型的状态方程来计算中子星质量的上限，其结果约为0.7倍太阳质量。由于他们所用的状态方程对中子星而言并不理想，这个得到的极限应该是错误的，现代对这一极限的估计为1.5至3倍太阳质量。

## 托尔曼-奥本海默-沃尔科夫极限
托尔曼-奥本海默-沃尔科夫极限（Tolman–Oppenheimer–Volkoff limit）即是中子星的质量上限，类似于白矮星质量上限的钱德拉塞卡极限。如上节所述，奥本海默和沃尔科夫得到的中子星质量上限约为0.7倍太阳质量，这在今天看来应该是错误的，当今的结果在1.5至3倍太阳质量之间。对于质量小于此极限的中子星，支持星体的内部压力来自中子与中子之间的强相互作用以及中子本身的量子简并压力；而对于质量大于此极限的中子星会在自身引力的作用下崩溃，从而坍缩为一个黑洞，理论上在其他途径的内部压力支持下还可能成为其他形式的星体（例如在夸克简并压力的支持下坍缩为夸克星）。但由于对这些理论上的夸克简并物质了解相对中子简并物质更少，一般天体物理学家相信，除非有实际观测的反例证实，中子星在超过这一极限时都会直接坍缩为黑洞。
一个由恒星坍缩成的黑洞必须具有大于托尔曼-奥本海默-沃尔科夫极限的质量。理论预言由于恒星演化中的质量损失，一个具有太阳那样金属量的孤立恒星坍缩而成的黑洞应该具有不超过10倍左右的太阳质量。在钱德拉X射线天文台的实验观测中，有相当数量的X射线双星由于它们的巨大质量、较低的亮度以及X射线光谱被认为是恒星质量黑洞，它们的质量据估计在3倍至20倍太阳质量之间。